# NGC 856
NGC 856 este o infrared source⁠(d) situată în constelația Balena. A fost descoperită în 3 octombrie 1886 de către Lewis A. Swift.